# 山野はるみ
山野はるみ（やまの はるみ、1975年2月23日 - ）は、日本の女優、タレント。熊本県熊本市出身。身長165cm、体重50kg。劇団『BigSmie』。株式会社ビッグスマイル・プロモーション所属。

## 概要
上京後、養成所で知り合った友人が出演した劇団I‐CHI―MIの舞台を観て感銘し同劇団のオーディションを受け合格。その後、是永克也、イジリー岡田、芋洗坂係長らと共に劇団の主軸として数多くの作品に出演。その後、劇団I‐CHI―MIと劇団BigSmileでは、毎回イメージの異なった役に挑戦し続けている。
一人芝居「ヨコスカリリー」は、彼女の真骨頂であり、伝説の娼婦「ヨコハマメリー」さんを20代から60歳を過ぎた晩年までを演じ定評である。
現在は、株式会社ビッグスマイル・プロモーションに所属し、数多くの舞台に客演として出演している。

## 来歴
- 1994年 日活の養成所を経る。
- 2000年 劇団I-CHI-MIのメンバーに加わり主力メンバーとして活躍。
- 2004年 ジャパン・ミュージックエンターテイメントにて女性3人で演劇ユニット、マミミン・モンモーとして活動。
- 2005年 劇団BigSmileを旗揚げ。
- 2008年 株式会社ビッグスマイル・プロモーションに所属。

## 主な出演作品

### 映画
- 『2by2』監督・脚本・出演
- ふるさとがえり出演
- ゼウスの法廷 出演
- 空飛ぶ金魚と世界のひみつ 出演

### テレビドラマ
- 続・平成夫婦茶碗（NTV）

### CM
- 小松製作所シリーズ
- センチュリー21・ジャパン 他

### VP
- 「ITJ法律事務所」
- 「エプソン」

### PV
- 「男女」（太郎）

### バラエティー
- 「スクール革命」

### 舞台
- ゲットバックインラブ 出演（下北沢「劇」小劇場）
- オクラホマミキサー〜小倉・本田・三木さん 出演（表参道FAB）
- マーブルチョコ改訂版 出演（新宿スペース107）
- 流れる雲をおいかけて 出演（三軒茶屋シアタートラム）
- ごっくんカフェ 出演（新宿スペース107）
- さよなら×こんばんは 出演（下北沢「劇」小劇場）
- paper plans 出演（タイニーアリス）
- 朝焼けは雨 夕焼けは晴れ 出演（シアターブラッツ）
- ブリッヂピープル 出演（シアターブラッツ）
- スタジオアパートメント 出演（劇場MOMO）
- 23億の鼓動 出演（劇場MOMO）
- BigSmile 出演（ブディストホール）
- 甚だ遺憾とは存じますが・・演出・出演（小劇場楽園）
- おいでましぇ おかえりましぇ 演出・出演（中野HOPE）

### 舞台客演
- 劇団天下人第1回公演 「無題」
- ジオゲネ 「憧れのハワイ航路」
- ユニットは〜ふむ〜ん 「屋上」
- 恵信&ジャンボハンバーグ 「松尾時間」
- 東京満天館 「マイフェアジュエリー」
- 演劇集団池田塾 「しゅーまつの過ごし方」
- エナジーパワードリンク2cc 「ヨコスカ リリー」（1人芝居 「企画 Big Smile」）
- sweet green bell peppars 「sunshine&rainbow」
- banboo house 「良い日、リストラ」
- IN EASY MOTION 「煎餅」
- IN EASY MOTION 「あなたに」
- TEAM THICA「風ながるる」

他多数

## イベント
- フジテレビ「お台場冒険王」